# Leonardo från Quirm

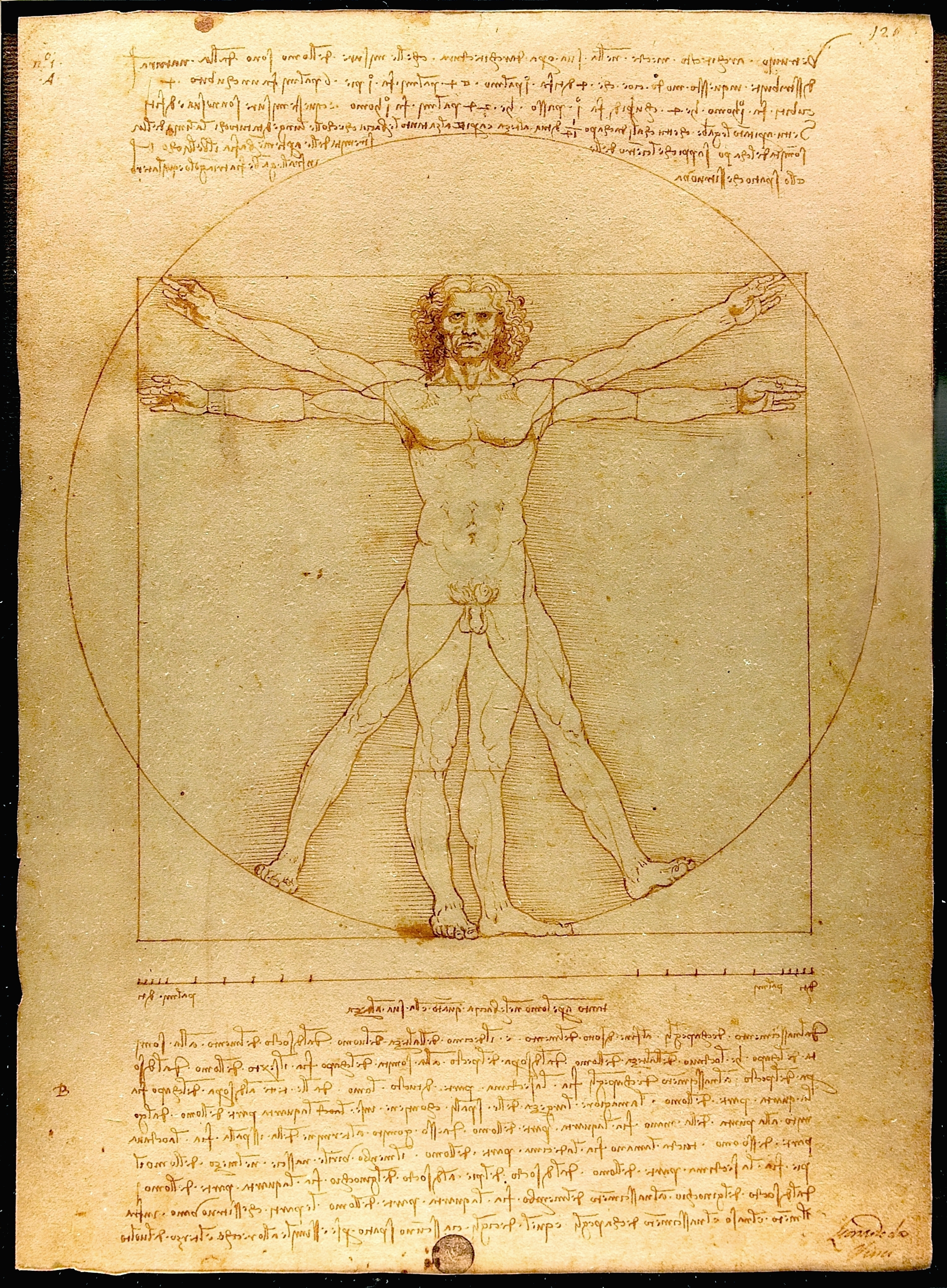
Leonardo från Quirm är Skivvärldens motsvarighet till Leonardo da Vinci.

Leonardo från Quirm, litterär figur, en "galen vetenskapsman" i Terry Pratchetts bok "En man på sin vakt" i serien om Skivvärlden. Han är bokens motsvarighet till Leonardo da Vinci.